# 田中絆菜
田中 絆菜（たなか はんな、2011年〈平成23年〉3月1日 - ）は、日本の子役である｡ クラージュキッズに所属していた。

## 略歴
2019年、木曜ドラマF『チート〜詐欺師の皆さん、ご注意ください〜』（読売テレビ・日本テレビ）でテレビドラマ初出演。
2020年、火曜ドラマ『恋はつづくよどこまでも』（TBS）でゴールデンプライムタイムのドラマ初出演。
2021年、土曜ドラマ『二月の勝者-絶対合格の教室-』（日本テレビ）で連続ドラマに初めてレギュラー出演。
2023年、自身のInstagramにて学業優先のため、芸能活動を一区切りすることを公言した。

## 出演

### テレビドラマ
- チート〜詐欺師の皆さん、ご注意ください〜 第2話・第5話・第9話（2019年10月10日・31日・11月28日、読売テレビ・日本テレビ） - 星野沙希（幼少期）役[2]
- 恋はつづくよどこまでも（2020年1月14日・21日・2月25日・3月3日、TBS） - 立花明日香 役[4][5][6][7]
- こどものグルメ（2020年10月25日、テレビ東京） - サキ 役[8]
  - こどものグルメ2021（2021年11月20日、テレビ東京） - サキ 役[9]
- バイプレイヤーズ〜名脇役の森の100日間〜 第7話（2021年2月19日、テレビ東京） - 天才子役少女ミキ 役[10]
- 脳科学弁護士 海堂梓 ダウト（2021年4月12日、テレビ東京） - 斎田凛 役[11]
- 恋はもっとDeepに -運命の再会スペシャル-（2021年6月16日、日本テレビ） - 子どもE 役[12]
- 二月の勝者-絶対合格の教室-（2021年10月16日 - 12月18日、日本テレビ） - 前田花恋 役[3]
- 妻、小学生になる。第2話 - 最終話（2022年1月28日 - 3月25日、TBS） - 美幸 役
- テッパチ! 第1話（2022年7月6日、フジテレビ） - 三輪茜 役
- 魔法のリノベ 第8話（2022年9月5日、関西テレビ・フジテレビ） - 真行寺小梅（幼少期）役

### Web配信ドラマ
- 二月の勝者〜胸騒ぎの自習室〜（2021年11月20日配信、Hulu） - 前田花恋 役[13]

### テレビ番組
- ZIP!『星星のベラベラENGLISH』（2021年10月11日・12日・14日・15日、日本テレビ）[14]
- ベストアーティスト（2021年11月17日、日本テレビ） - NEWSの『未来へ』合唱（『二月の勝者-絶対合格の教室-』主要生徒キャストと共に）[15]
- スッキリ BUZZ-Pコーナー（2021年11月29日、日本テレビ）[16]

### CM
- ウォータースタンド「ガーディアン」（2020年3月13日 - ）[17]